# Joan Flotats i Claramunt
Joan Flotats i Claramunt (el Pont de Vilomara, 1902 - 1988) va ser un músic i compositor català.
Estudià música a Manresa, i amplià formació a Barcelona amb els estudis d'harmonia, contrapunt i fuga. Començà a tocar al bar dels seus pares, al Pont de Vilomara, i posteriorment ho feu al cafè Miralles de Sant Vicenç de Castellet, població on s'establí; també tocà al Salón Cataluña i al cinema Goya de Manresa. Va estar una època a Barcelona, com a pianista de sales de ball i acompanyant en sessions de cinema mut, i com a propietari i director d'una acadèmia de cant i ball al carrer Conde del Asalto (actualment, Nou de la Rambla). Igualment, estigué vinculat a Terrassa; hi visqué un període i, durant setze anys, hi tocà de pianista al Cafè Sevilla (una sala d'espectacles amb ambient andalús). A Sant Vicenç de Castellet hi exercí de mestre de música i hi impulsà la creació d'una Escola Municipal de Música. El 1980 dirigí la manresana Orquestra Remembrança, formada per músics jubilats.
Va ser autor de dues sardanes, L'esmolet i L'ermita abandonada, escrites per a veu i piano, la primera amb lletra d'Enric Clarena i Testagorda i la segona amb lletra de Pepeta Riera i Marsal. Compongué també ballets, cançons populars i ballables, com el tango Viejo encinar, la "farruca" Linda, la sambra Gitana noble, marxes, "guarachas"...